# مقاطعة كارولاين (فيرجينيا)
 مقاطعة كارولاين  (بالإنجليزية:  Caroline County)‏ هي إحدى المقاطعات في ولاية فيرجينيا في الولايات المتحدة الأمريكية.

## أعلام
- جاي أ. س. شاندلير
- وليام كلارك
- إدموند بندلتون
- كارتر إل. ستيفنسون
- نيكولاس وير
- جون تايلور كارولين